# Marina Iwanowa (ur. 1962)
Marina Iwanowa, ros. Марина Иванова (ur. 24 maja 1962) – rosyjska lekkoatletka specjalizująca się w długich biegach sprinterskich. W czasie swojej kariery reprezentowała Związek Socjalistycznych Republik Radzieckich.
Największy sukces na arenie międzynarodowej odniosła w 1979 r. w Bydgoszczy, zdobywając brązowy medal mistrzostw Europy juniorek w biegu sztafetowym 4 x 400 metrów. Startowała również w finale biegu na 400 metrów, zajmując IV miejsce.